# Горње Кошље
Горње Кошље је насеље у Србији у општини Љубовија у Мачванском округу. Према попису из 2022. било је 369 становника.
Из овог места је био Константин Арсеновић (1940-2017), генерал-потпуковник, потпредседник ПУПС и потпредседник Народне скупштине.
Овде је у Симиној јами станиште врло ретке врсте инсеката назване по Новаку Ђоковићу Ђоковићев дувалијус.

## Демографија
У насељу Горње Кошље живи 538 пунолетних становника, а просечна старост становништва износи 43,0 година (42,5 код мушкараца и 43,6 код жена). У насељу има 185 домаћинстава, а просечан број чланова по домаћинству је 3,51.
Ово насеље је великим делом насељено Србима (према попису из 2002. године), а у последња три пописа, примећен је пад у броју становника.
|  |

| Демографија | Демографија | Демографија |
| Година      | Становника  | Становника  |
| ----------- | ----------- | ----------- |
| 1948.       | 1.258       |             |
| 1953.       | 1.323       |             |
| 1961.       | 1.378       |             |
| 1971.       | 1.103       |             |
| 1981.       | 989         |             |
| 1991.       | 781         | 779         |
| 2002.       | 649         | 649         |

| Етнички састав према попису из 2002.‍ | Етнички састав према попису из 2002.‍ | Етнички састав према попису из 2002.‍ | Етнички састав према попису из 2002.‍ | Етнички састав према попису из 2002.‍ |
| ------------------------------------ | ------------------------------------ | ------------------------------------ | ------------------------------------ | ------------------------------------ |
|                                      |                                      |                                      |                                      |                                      |
| Срби                                 | Срби                                 |                                      | 642                                  | 98,92%                               |
| Црногорци                            | Црногорци                            |                                      | 1                                    | 0,15%                                |
| непознато                            | непознато                            |                                      | 6                                    | 0,92%                                |

| Година пописа     | 1948. | 1953. | 1961. | 1971. | 1981. | 1991. | 2002. |
| ----------------- | ----- | ----- | ----- | ----- | ----- | ----- | ----- |
| Број домаћинстава | 185   | 182   | 246   | 194   | 192   | 191   | 185   |

| Број чланова      | 1  | 2  | 3  | 4  | 5  | 6  | 7  | 8 | 9 | 10 и више | Просек |
| ----------------- | -- | -- | -- | -- | -- | -- | -- | - | - | --------- | ------ |
| Број домаћинстава | 23 | 51 | 31 | 26 | 18 | 20 | 11 | 5 | 0 | 0         | 3,51   |

| Пол    | Укупно | Неожењен/Неудата | Ожењен/Удата | Удовац/Удовица | Разведен/Разведена | Непознато |
| ------ | ------ | ---------------- | ------------ | -------------- | ------------------ | --------- |
| Мушки  | 295    | 83               | 193          | 19             | 0                  | 0         |
| Женски | 260    | 17               | 195          | 44             | 4                  | 0         |
| УКУПНО | 555    | 100              | 388          | 63             | 4                  | 0         |

| Пол    | Укупно                    | Пољопривреда, лов и шумарство | Рибарство                            | Вађење руде и камена | Прерађивачка индустрија       |
| ------ | ------------------------- | ----------------------------- | ------------------------------------ | -------------------- | ----------------------------- |
| Мушки  | 251                       | 234                           | 0                                    | 1                    | 4                             |
| Женски | 146                       | 141                           | 0                                    | 0                    | 1                             |
| УКУПНО | 397                       | 375                           | 0                                    | 1                    | 5                             |
| Пол    | Производња и снабдевање   | Грађевинарство                | Трговина                             | Хотели и ресторани   | Саобраћај, складиштење и везе |
| Мушки  | 0                         | 3                             | 4                                    | 0                    | 0                             |
| Женски | 0                         | 0                             | 1                                    | 0                    | 0                             |
| УКУПНО | 0                         | 3                             | 5                                    | 0                    | 0                             |
| Пол    | Финансијско посредовање   | Некретнине                    | Државна управа и одбрана             | Образовање           | Здравствени и социјални рад   |
| Мушки  | 0                         | 0                             | 2                                    | 2                    | 0                             |
| Женски | 0                         | 0                             | 0                                    | 2                    | 0                             |
| УКУПНО | 0                         | 0                             | 2                                    | 4                    | 0                             |
| Пол    | Остале услужне активности | Приватна домаћинства          | Екстериторијалне организације и тела | Непознато            | Непознато                     |
| Мушки  | 1                         | 0                             | 0                                    | 0                    | 0                             |
| Женски | 0                         | 0                             | 0                                    | 1                    | 1                             |
| УКУПНО | 1                         | 0                             | 0                                    | 1                    | 1                             |